# Isaac N. Quinn
Isaac N. Quinn († 26. Juni 1865 in San Rafael, Kalifornien) war ein US-amerikanischer Politiker. In den Jahren 1860 und 1861 war er kommissarischer Vizegouverneur des Bundesstaates Kalifornien.

## Werdegang
Über die Jugend und Schulausbildung von Isaac Quinn ist nichts überliefert. Zu einem unbekannten Zeitpunkt gelangte er nach Kalifornien, wo er als Mitglied der Demokratischen Partei eine politische Laufbahn einschlug. Von 1855 bis 1856 saß er als Abgeordneter in der California State Assembly; im Jahr 1860 wurde er Mitglied und President Pro Tempore des Staatssenats.
Ebenfalls im Jahr 1860 trat Gouverneur Milton Latham von seinem Amt zurück, um in den US-Senat zu wechseln. Daraufhin übernahm sein Stellvertreter John G. Downey das Amt des Gouverneurs. Entsprechend der Staatsverfassung wurde das nun vakante Amt des Vizegouverneurs durch den President pro Tempore des Staatssenats besetzt. Das war Isaac Quinn, der dieses Amt bis 1861 kommissarisch ausübte. Dann verlor er das Amt des Senatspräsidenten an Pablo de la Guerra und damit auch seine Funktion als kommissarischer Vizegouverneur, die ebenfalls an de La Guerra fiel.